# August Wilhelm Agthe
August Wilhelm Agthe (* 24. Juli 1795 in Sangerhausen; † 30. August 1867 in Weimar) war Violinist, Klarinettist an der Hofkapelle und Stadt- und Hofmusikus in Weimar.

## Leben
Agthe war Sohn des Nadlermeisters und Wirts Johann Friedrich Agthe, Bruder von Friedrich Wilhelm und Johann Friedrich Agthe.
Agthe wurde zunächst als 2. Violinist (1819), bzw. Viola-Spieler (1825) in der Weimarer Hofkapelle erwähnt. Er entwickelte sich zu einem ausgezeichneten Klarinettisten, zu dessen bevorzugtem Repertoire die Weber'schen Klarinettenkonzerte gehörten.
Am Collegium Musicum folgte er 1828 für die Hauptfächer Cello, Horn, Bass, Klarinette, Flöte und löste den seit 1798 tätige, Johann Adam Zipfel, Lehrer für Instrumentalmusik, ab. Agthe übte das Amt bis 1853 aus. Der „Kammer-Musikus“ Agthe taucht 1855 als Pensionär auf. Agthe leitete auch bürgerliche Kapellen wie die der Armbrustschützengesellschaft, die um 1840 größeren Erfolg und damit Publikum hatten als die Hofkapelle.